# Hasselfelde
Hasselfelde is een plaats en voormalige gemeente, (thans een deelgemeente van Oberharz am Brocken) in de Landkreis Harz in Saksen-Anhalt in Duitsland. Hasselfelde telt 3.072 inwoners.
Hasselfelde ligt aan de Uerdinger Linie, in het traditionele gebied van de Nederduitse dialect Oostfaals. Hasselfelde ligt niet ver van de grens van Nedersaksen.

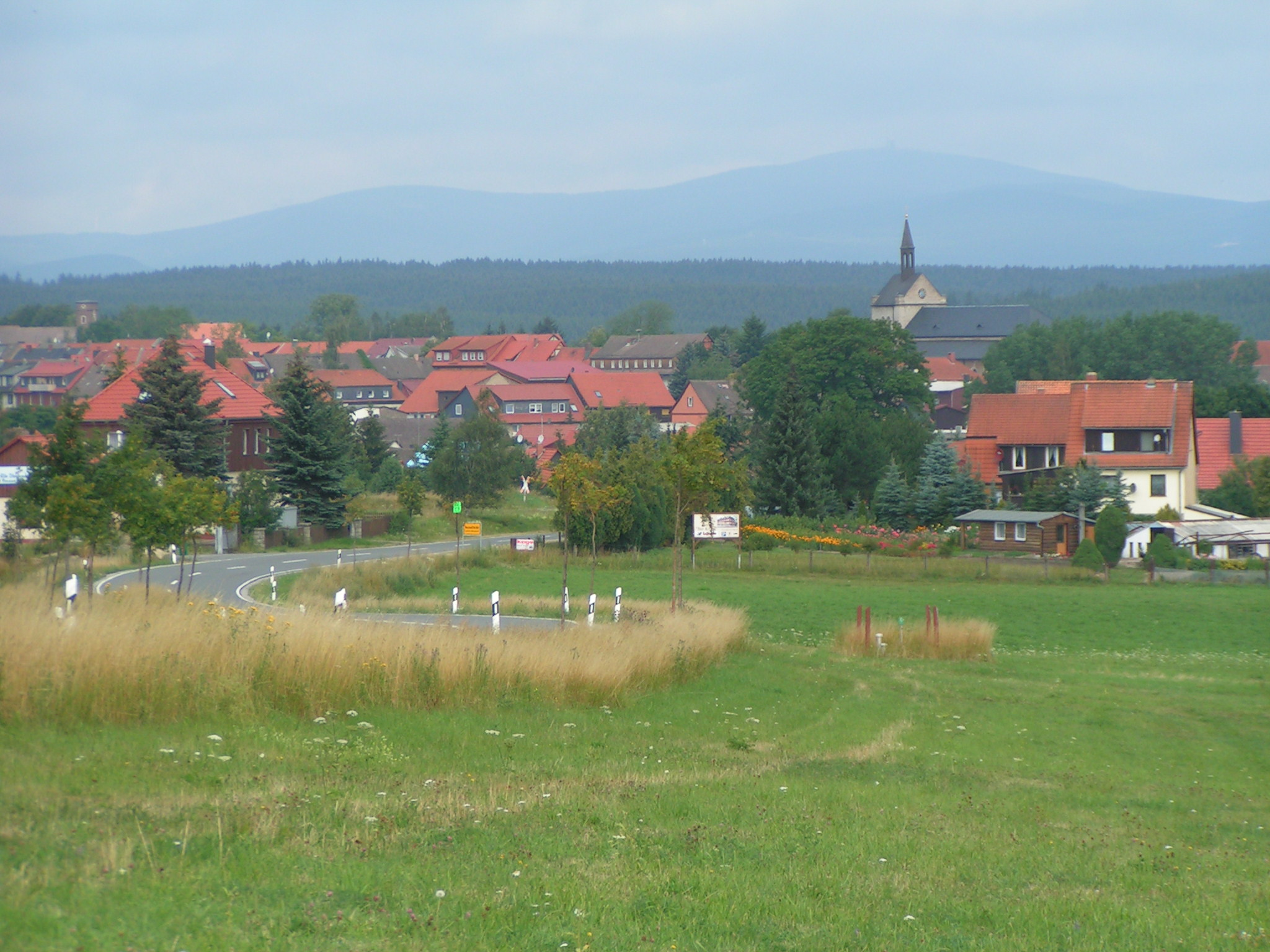
Hasselfelde; op de achtergrond de Brocken